# Плоцкий замок
Замок мазовских князей в Плоцке (пол. Zamek książąt mazowieckich w Płocku) — готический замок, построенный во времена правления Казимира III Великого. Замок был резиденцией князей Мазовецких до XV века. Расположен в бывшей столице княжества, городе Плоцк Мазовецкого воеводства, Польша.

## История
Замок расположен на крутом склоне Вислы, вероятнее всего, был основан в XI веке в качестве деревянной крепости, которая была защищена стенами и плотинами, где впоследствии зародилась небольшая каменная крепость. На переломном этапе XI—XII веков, в 1194 году, на этом месте была построена одна из крупнейших мазовецких крепостей, в которой появились капелла и защищенные стеной жилые помещения.
В конце XIII века, когда крепость была укреплена, началось возведение замка, который принял свой нынешний вид при правлении Казимира III Великого. Расширение замка было произведено на склоне холма бывшей крепости, которая была реконструирована в кирпичную и расширена, в ней также позднее появились две башни. Замок был построен в виде комплекса, представляющего собой квадрат. На юго-западе была воздвигнута Башня шляхты с квадратными основанием и нижней частью, верхняя часть представляла собой восьмиугольник. В северной части замка, возле здания романской архитектуры, находится башня с часами. Внутренний двор замка закрыт северо-западным, восточным и южным крылом. Замок укреплен двойным окружением оборонительных стен. Сразу за его стенами располагаются охраняя крепость и сам город Плоцк.
Замок служил резиденцией мазовецких князей вплоть до XV века. Из-за частичного обвала склонов холма, в 1532 году замок получил некоторые повреждения, которые вскоре удалось устранить. В 1538 году мазовецкие князья проживали во вновь построенном дворце за стенами замка, что позволило передать комплекс замка бенедиктинцам. Во время войн против Швеции замок был сильно поврежден, сначала в 1657 году, а затем в 1705 году. После реконструкции комплекс замка превратился в бенедиктинское аббатство в стиле барокко, которое существовало вплоть до 1781 года. Когда после разделов Польши Пруссия получила замок, власти приказали разрушить некоторые оборонительные стены. С 1865 года в замке проходили духовные семинары.
После Второй мировой войны замок был отреставрирован, а с 1973 года в нём находится музей.

## Галерея

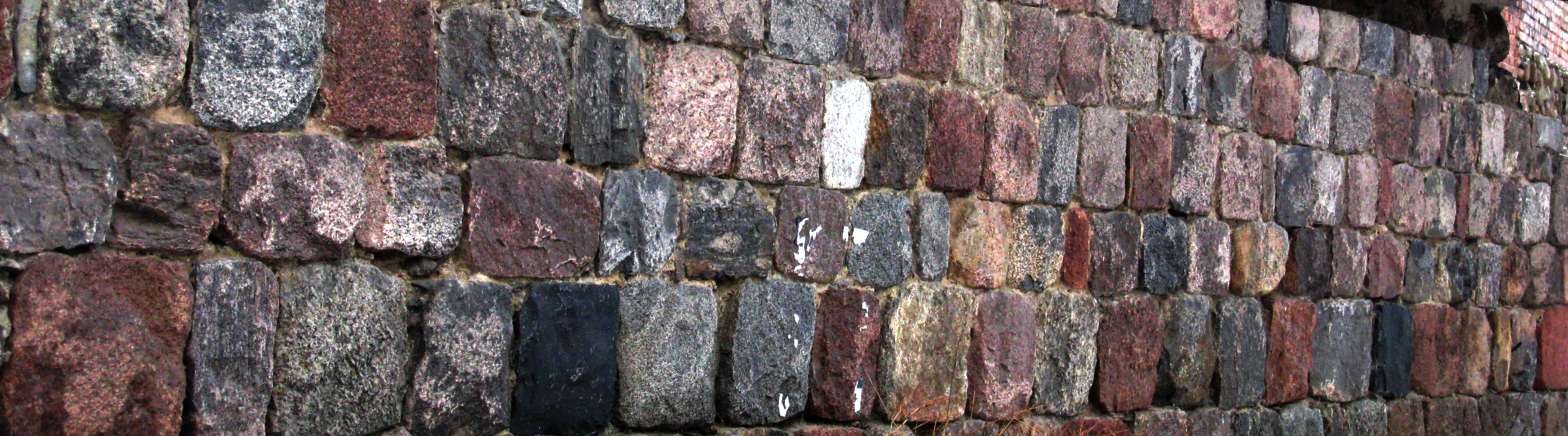
Каменная романская стена XII-XIII веков под башней с часами
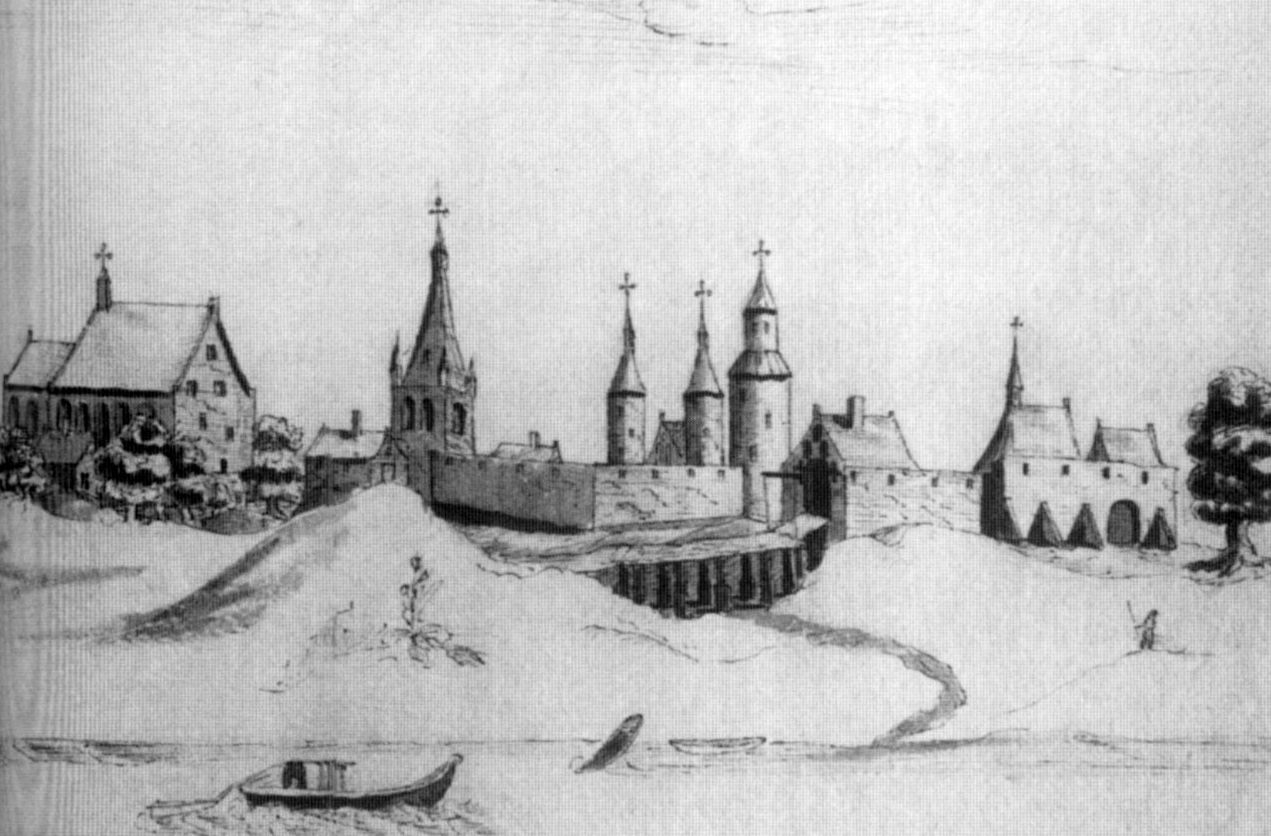
Плоцкий замок в 1627 году, рисунок А. Бута
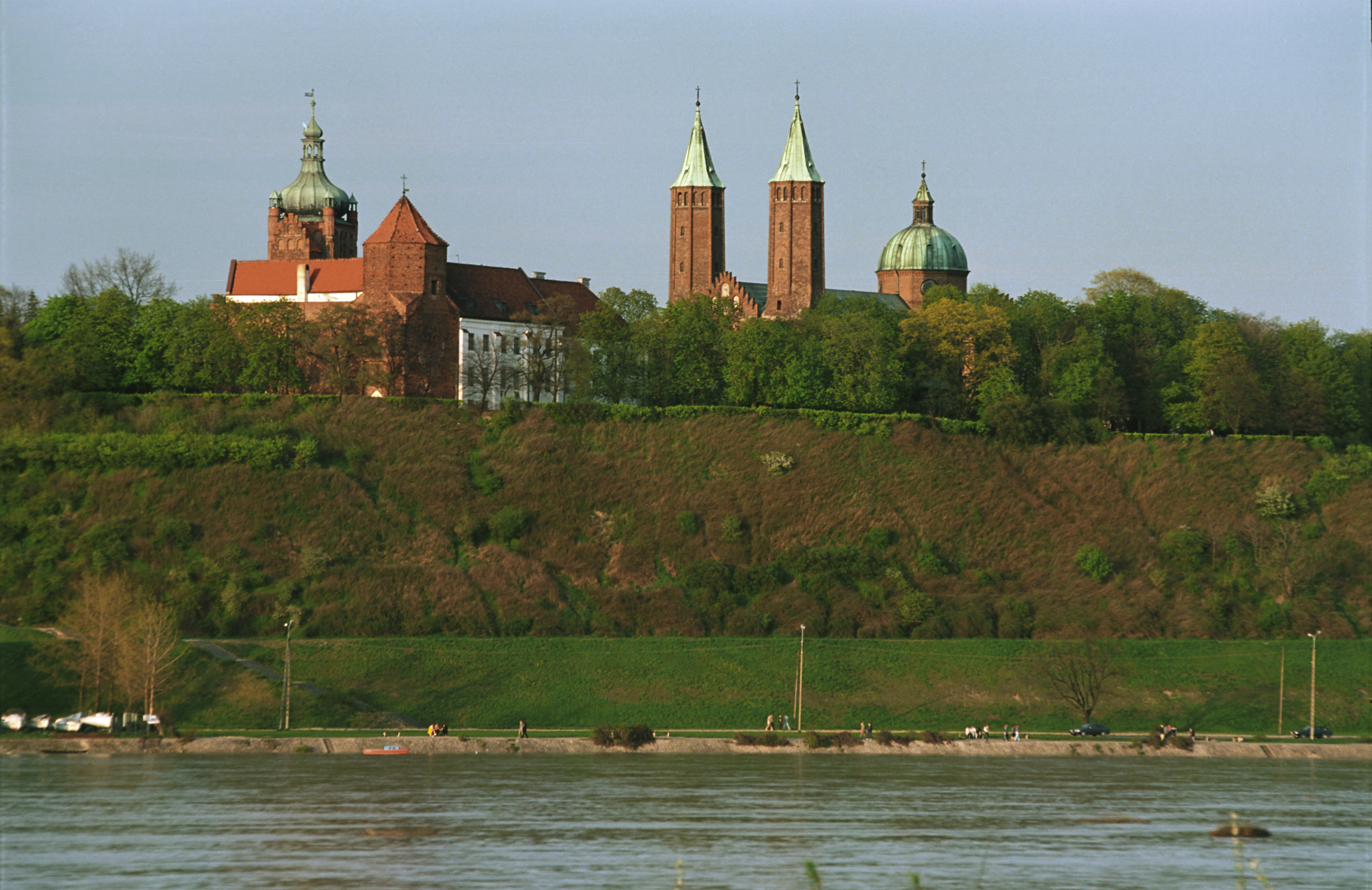
Тумские холмы, вид на собор
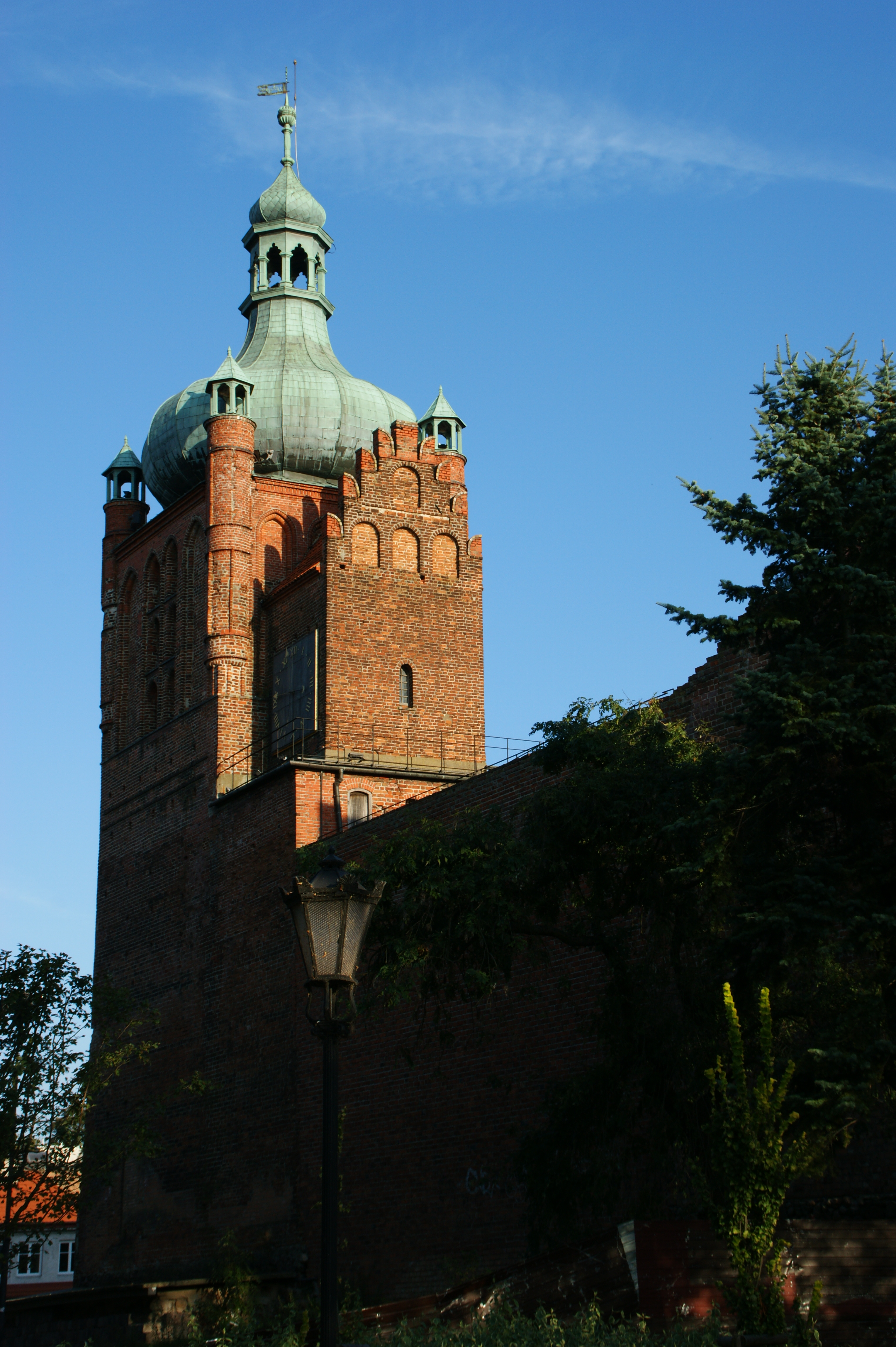
Башня с часами
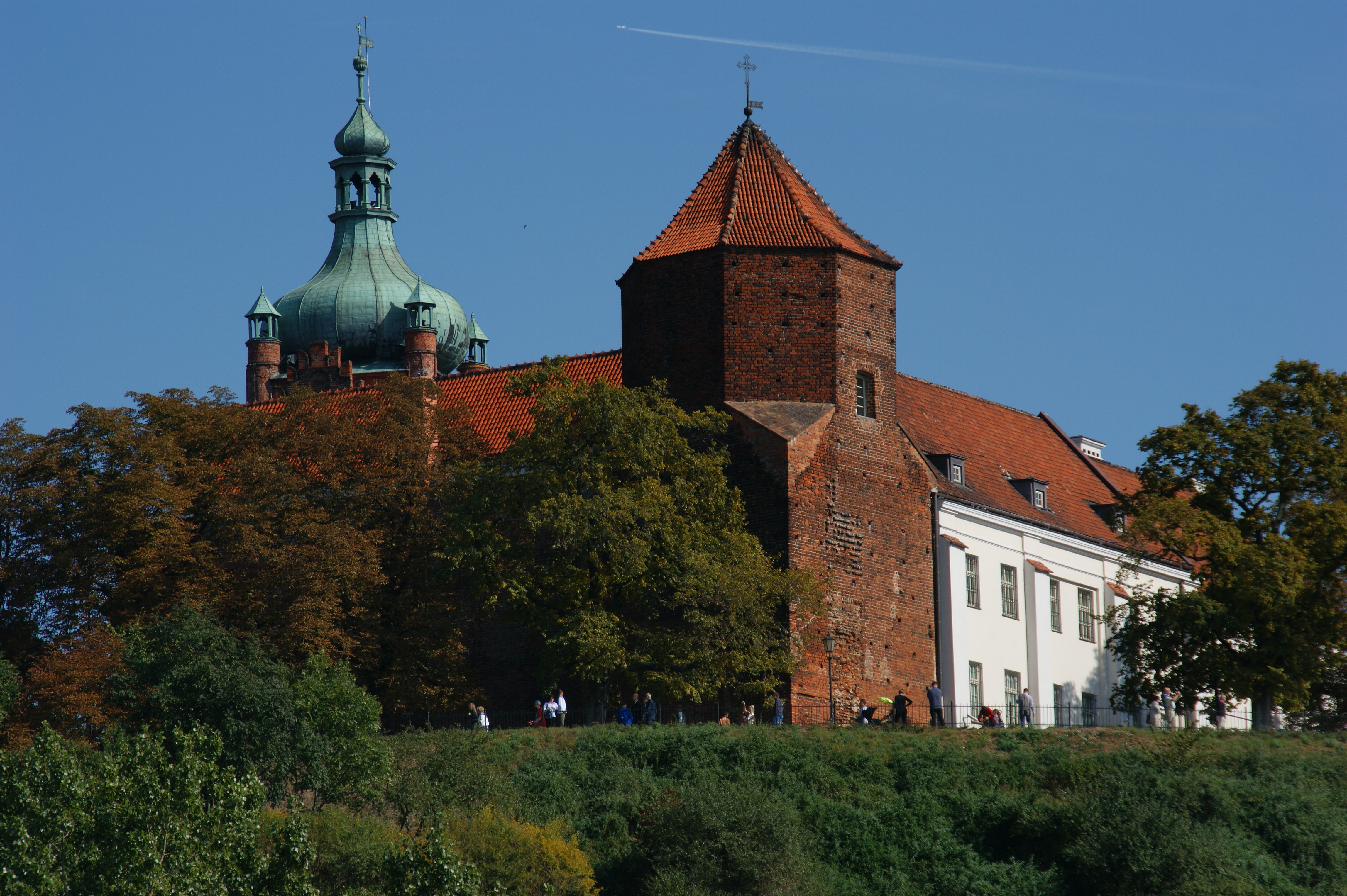
Вид на замок и башню с часами
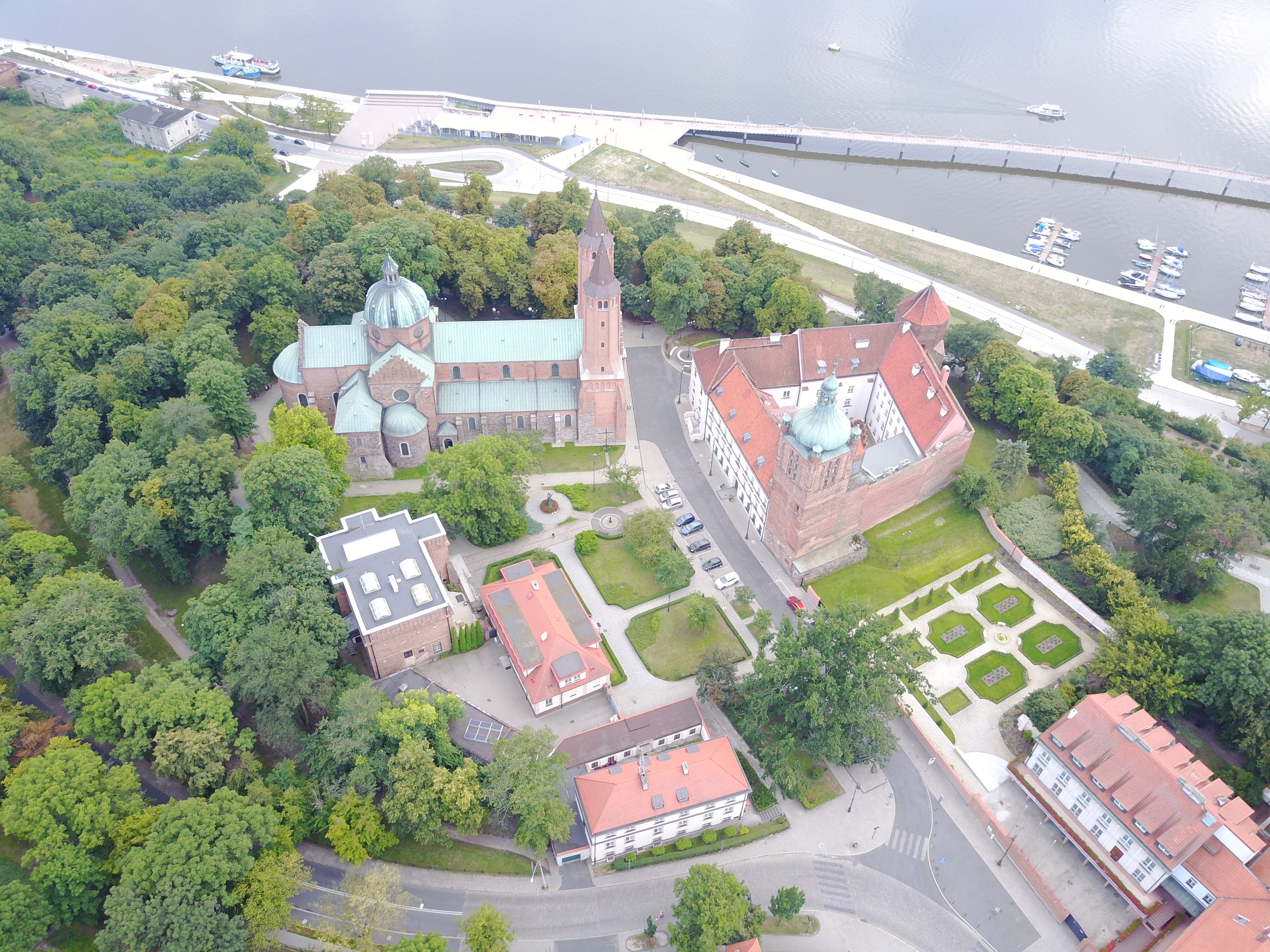
Плоцкий замок с высоты птичего полета